# FC Auch
Der Football Club Auch Gers (kurz FC Auch) ist ein Rugby-Union-Verein aus der französischen Stadt Auch im Département Gers, der in der höchsten Amateurliga Fédérale 1 vertreten ist. Er trägt seine Heimspiele im Stade Jacques-Fouroux aus.

## Geschichte
Gegründet wurde der Verein im Jahr 1891. Nach dem Meistertitel der zweiten Liga im Jahr 2004 stieg er in die höchste Liga Top 14, stieg aber nach der darauf folgenden Saison wieder ab. Der größte Erfolg der Vereinsgeschichte ist der Finalsieg 2005 im European Shield; bei diesem Wettbewerb handelt es sich um ein von 2003 bis 2005 ausgetragenes Turnier für jene Mannschaften, welche in der ersten Runde des Pokalwettbewerbs European Challenge Cup ausgeschieden waren. 2007 schaffte die Mannschaft erneut den Aufstieg in die Top 14, hielt sich dort aber dort wieder nur eine Saison.

## Erfolge
- Finalist Challenge Yves du Manoir: 2001
- Meister Pro D2: 2004, 2007
- Meister 2. Liga: 1929
- Meister 3. Liga: 1947
- Sieger European Shield: 2005

## Finalspiele des FC Auch
European Shield
| Datum        | Meister | 2. Finalist        | Ergebnis | Ort                    |
| ------------ | ------- | ------------------ | -------- | ---------------------- |
| 22. Mai 2005 | FC Auch | Worcester Warriors | 23:10    | Kassam Stadium, Oxford |

## Bekannte Spieler
- Nicolas Bontinck (Frankreich)
- David Bortolussi (Italien)
- Jacques Fouroux (Frankreich)
- Jean-Claude Skrela (Frankreich)
- Ilia Zedguinidze (Georgien)

## Fußballabteilung
Die Fußballspieler des FC Auch waren zur Saison 2011/12 in Frankreichs vierte Liga aufgestiegen; nach zwei Abstiegen in Folge tritt die erste Männermannschaft allerdings 2013/14 wieder nur noch in der sechsthöchsten Spielklasse an.